# Rhadinopsylla mesoides
Rhadinopsylla mesoides är en loppart som beskrevs av Smit 1957. Rhadinopsylla mesoides ingår i släktet Rhadinopsylla och familjen mullvadsloppor. Inga underarter finns listade i Catalogue of Life.